# Aesma Daeva
Aesma Daeva — американський музичний гурт, що виконує музику в стилі симфо-металу. Гурт був заснований у 1998 році Ніком Коперником і Джоном Прассасом у Ла-Кросс, штат Вісконсин.

## Учасники гурту

### Поточний склад
- Лорі Льюїс — вокал (сопрано)
- Джон Прассас — лірика, гітара
- Тім Клатт — ударні
- Кріс Куінн — бас-гітара, віолончель

## Дискографія

### Альбоми
- Here Lies One Whose Name Was Written in Water (1999)
- The Eros of Frigid Beauty (2001)
- The New Athens Ethos (2003)
- Dawn of the New Athens (2007)
- Here Lies One Whose Name Was Written in Water (2009, перевидання)

### Мініальбоми
- Ex Libris (2005)
- The Thalassa Mixes (2008)